# Vierzon FC
El Vierzon FC es un equipo de fútbol de Francia que juega en el Championnat National 3, la quinta división nacional.

## Historia
Fue fundado en el año 2015 en la comuna de Vierzon luego de la fusión de los equipos Vierzon Foot 18 y Églantine Vierzon, tomando el lugar de este último en el desaparecido Championnat de France amateur 2.
En la temporada 2016/17 participa por primera vez en la Copa de Francia en donde es eliminado en la cuarta ronda, mejorando su participación en la siguiente temporada al alcanzar la séptima ronda.
Luego de cinco temporadas en la quinta división nacional, logra el ascenso al Championnat National 2 en la temporada 2021/22 luego de ganar su zona.

## Entrenadores
- Sener Atila (2015-2016)
- Igor Dumon (2016-2017)
- Davy Merabti (2017-)